# Woodworthia korowai
Woodworthia korowai — вид ящірок з родини диплодактилідів (Diplodactylidae). Описаний у 2023 році.

## Поширення
Ендемік Нової Зеландії. Поширений на західному узбережжі регіону Окленд на півночі Північного острова. Вперше виявлений у 1954 році, але був ідентифікований як Woodworthia maculata. Визнаний окремим видом у 2016 році і офіційно описаний у 2023 році. Станом на 2023 рік відомо про існування лише 32 особин, усі вони знаходяться в дуже обмеженому ареалі на півострові Те-Короваї-о-Те-Тонга, пляжі Мурівай, регіональному парку Мурівай та острові Оая. Цей гекон живе в піщаних дюнах.

## Назва
Назву виду дано на честь місця проживання, півострова Те-Короваї-о-Те-Тонга, і на честь короваїв (традиційні плащі), оскільки їхні смугасті візерунки нагадують деякі традиційні візерунки на короваях.

## Опис
Гекон сірого або піщано-коричневого кольору, має перевернуту літеру «v» між очима та світліші смужки на задніх половинах тіла. Цей вид виростає до 69 міліметрів від носа до основи хвоста.
Woodworthia korowai можна відрізнити від Dactylocnemis pacificus за розділенням ніздрів і ростральної луски, а також від Woodworthia maculata за коротшими кінцевими частинами ніг (дистальними фалангами).